# 艾米·拜登
娜奧米·克里斯蒂娜·“艾米”·拜登（英語：Naomi Christina "Amy" Biden，1971年11月8日—1972年12月18日），是乔·拜登與内莉亚·亨特的幼女。1972年，她與母親在一場車禍中身亡，兩名兄長博·拜登和亨特·拜登亦在這場車禍中身受重傷。

## 车祸身亡
1972年12月18日，喬·拜登当选参议员不久后，内莉亚·杭特开车载博·拜登、亨特·拜登和她去买圣诞树。她开车沿郝凱森的山谷路（Valley Road）往西边行驶，在德拉瓦州7號公路十字路口使与一辆北行的半掛式卡車相撞。随后她和三个孩子被送到克里斯汀娜護理，她和內莉亞·杭特在抵达医院时已死亡，而两个哥哥虽受重伤，但保住性命。乔·拜登宣誓就任参议员时，他的两个儿子还躺在医院。